# Lindenberg (Sint-Genesius-Rode)
De Lindenberg is een heuvel in Sint-Genesius-Rode in de Belgische provincie Vlaams-Brabant.

## Wielrennen
De helling is bekend uit de Brabantse Pijl waarin ze in de lokale ronden enkele malen beklommen wordt tussen de Bruine Put en de Alsemberg.